# John Harold Suárez Vargas
John Harold Suárez Vargas (Guadalajara de Buga, 12 de octubre de 1968) es un político  de la ciudad de Buga, Valle del Cauca, Colombia. Fue elegido como senador de la República de Colombia en el período 2018 – 2022.
Se desempeñó como Alcalde de la ciudad de Guadalajara de Buga en los periodos 2004 – 2007 y 2012 2015.

## Biografía
Nació en la ciudad de Guadalajara de Buga, es hijo de Carmen Elisa Vargas Ríos y Leonel Suárez. Desde su infancia siempre se interesó por practicar diferentes deportes, decantándose por el atletismo. Debido a esa práctica deportiva Suárez optó por estudiar una carrera universitaria con ese enfoque.

## Estudio universitarios
Se graduó como Licenciado en Educación Física de la Unidad Central del Valle del Cauca - UCEVA -  en el año 1997, posteriormente en el año 2000 cursó estudios de posgrado en la Escuela Nacional del Deporte, obteniendo el título de Especialista en Gerencia del Deporte. En el año 2015 recibió grado como Magíster en Alta Dirección de Servicios Educativos en la  Universidad de San Buenaventura.

## Vida pública
Suárez llegó a la vida público en 1998, donde logró desempeñarse como Director del Instituto Municipal del Deporte y la Recreación IMDER Buga.
Durante el periodo 1998 – 2002 desempeñó el cargo de Director del Instituto Municipal del Deporte y la Recreación IMDER Buga logrando el reconocimiento del "Terraco de Oro" durante tres años consecutivos como mejor instituto del Valle del Cauca, y fundador del primer colegio municipal del deporte de Colombia COMUDE. También implementó con éxito en el año 1998 el primer programa de actividad física cotidiana “Buga en Movimiento”, a través del cual se fomentan los estilos de vida saludable. El programa permanece activo.
Presidente de la junta directiva de IMDERVALLE durante el periodo 2005 – 2007.

## Trayectoria Política
Alcaldía de Guadalajara de Buga 2004 – 2007
Alcalde Municipal de Guadalajara de Buga en el periodo 2004-2007, siendo el primer burgomaestre del país en implementar la gratuidad universal en la educación básica, la entrega de desayunos escolares y útiles, así como becas para la educación superior. Igualmente trabajó para lograr el acceso gratuito a eventos culturales y recreativos a la comunidad como la Feria para Todos, apoyo al campesino con los Toldos de Vida, entre muchos otros exitosos programas que prevalecen en la actualidad. Desde su gobierno impulsó importantes cambios como la recuperación del patrimonio arquitectónico, construcción de obras para la expansión de la ciudad, terminal de transportes, y toda una nueva dinámica que le permite ostentar el récord en la historia de su ciudad en metros cuadrados construidos.
Alcaldía de Guadalajara de Buga 2012 – 2015
Alcalde Municipal de Guadalajara de Buga en el periodo 2012-2015, siendo el primer reelecto por voto popular en la historia de su ciudad. En su segundo mandato logró consolidar su propuesta de gobierno en la construcción de un nuevo modelo pedagógico de ciudadelas educativas en la zona urbana y rural, ampliando con ello las oportunidades de niños y jóvenes.

## Senado de la República de Colombia
En las elecciones del 11 de marzo de 2018, presentó su candidatura al Senado de la República por el partido Centro Democrático, obteniendo una votación de 27.401 votos, lo cual le otorgó una curul para el período legislativo 2018 – 2022, tomando posesión el 20 de julio de 2018. En el año 2018 presentó proyecto de ley para el fomento del sano aprovechamiento del tiempo libre.
El 20 de julio de 2019 fue nombrado Vicepresidente de la comisión II de Senado, cargo que desempeñó durante la legislatura 2019 -2020.

## Vida académica
Suárez se ha desempeñado como docente universitario de la Unidad Central del Valle UCEVA de Tuluá, y otras prestigiosas instituciones, ha venido compartiendo su experiencia en la gestión pública enfocada al desarrollo del deporte, la cultura, el turismo y sobre todo, en la educación, invitado a participar como ponente en importantes espacios a nivel nacional e internacional, entre los que están:
- Ponente en el XXVII nacional y X internacional de Ciudades Educadoras en Perú. Mayo 2014.
- Ponente en el XXIX Encuentro Nacional de Autoridades Locales y Regionales en Arequipa, Perú. Abril de 2019.
- Exponente ante el Ministerio de Educación Nacional y los secretarios de educación de Colombia del modelo de ciudadelas educativas y jornada única. Julio de 2014.
- Exponente ante los secretarios de educación de departamento del Chocó del modelo de ciudadelas educativas y jornada única. Septiembre 2014.
- Ponente „Políticas Públicas en Educación Física, Recreación y Deporte y Ciudadelas Educativas‟, en el XIII Congreso Nacional de Educación Física en Cali. Noviembre 2014.
- Ponente de la conferencia “El Campo de Acción del Egresado”. UCEVA. Septiembre 2013.
- Ponente en GERENCIARTE VIII Versión, como caso exitoso de la gestión pública las ciudadelas educativas en Buga. Universidad del Cauca. Noviembre 2016.
- Ponente de la conferencia “Desafíos de la Gestión Pública”. Buenaventura. Septiembre 2016.
- Ponente en el conversatorio “Reflexiones sobre el deporte en el año olímpico”. Universidad San Buenaventura. Septiembre 2016.
- Ponente de la conferencia “Desafíos de la Gestión Pública en el fortalecimiento de la Cultura, el Deporte, el Turismo y la Educación”. FENALCO Cartago. Febrero de 2017.
- Ponente en el foro “La Educación como Elemento Fundamental en la Transformación Social”. Tuluá. Abril de 2017.
- Artículo para revista Redipe. Ciudadelas educativas: ethos para llegar a ser. Velez, B., Trujillo Martínez, G., Suárez Vargas, J., & Villada, E. (2017). Ciudadelas educativas: ethos para llegar a ser. Revista Boletín Redipe, 6(5), 102 - 109. Recuperado a partir de https://revista.redipe.org/index.php/1/article/view/263

## Logros y distinciones
- Reconocimiento  por su contribución al desarrollo y consolidación a la Universidad Central del Valle.[4]
- Condecoración por  su importante labor en favor de la educación, liderazgo, visión, y efectiva gestión que hacen posible la actual construcción de la Ciudadela Educativa Colegio Académico.[5]